# Кия (приток Уссури)
Кия́ — река в районе имени Лазо Хабаровского края России.
Берёт начало на западных склонах южных отрогов возвышенности Большой Амбань. Река впадает в Уссури справа, в 32 км от её устья вблизи села Черня́ево.
Длина реки — 173 км, площадь бассейна — 1290 км², общее падение реки — 463 м. Ширина её — до 40 м, глубина достигает от 0,4 до 3 м.
Русло реки умеренно извилистое. В нижнем течении река образует долину.
В летнее время часты паводки, вызываемые интенсивными продолжительными дождями. В годы больших наводнений река Кия разливается насто́лько, что её воды соединяются с водами разлившейся реки Хор.
Ледостав устанавливается в начале декабря и длится в среднем 135—150 дней.
Среди петроглифов в окрестностях посёлка Переяславка на реке Кия нашли изображение лося, выполненное в рентгеновском стиле.

## Населённые пункты у реки
От истока к устью:

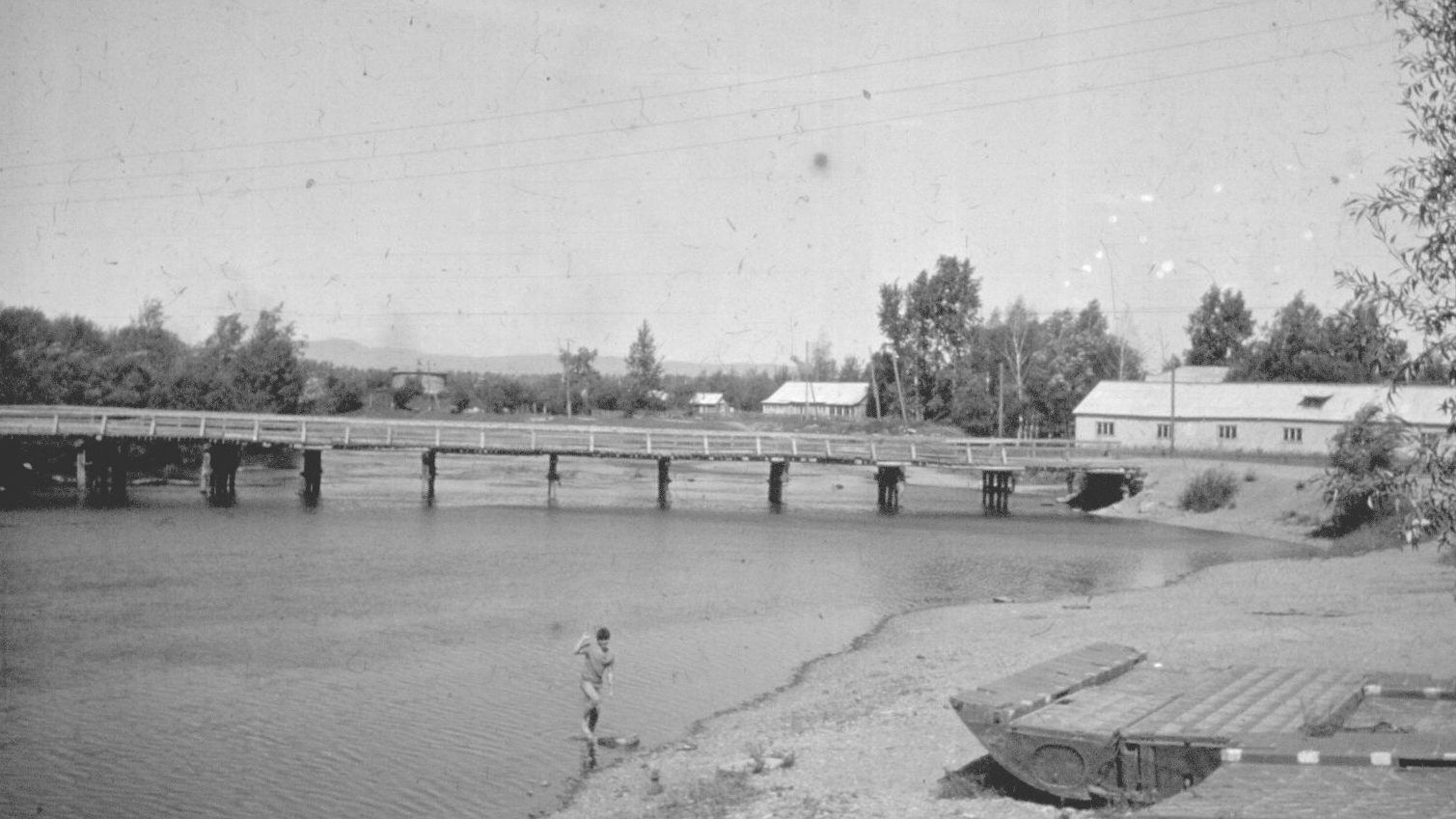
Река Кия у села Могилёвка, фото 1982 года.

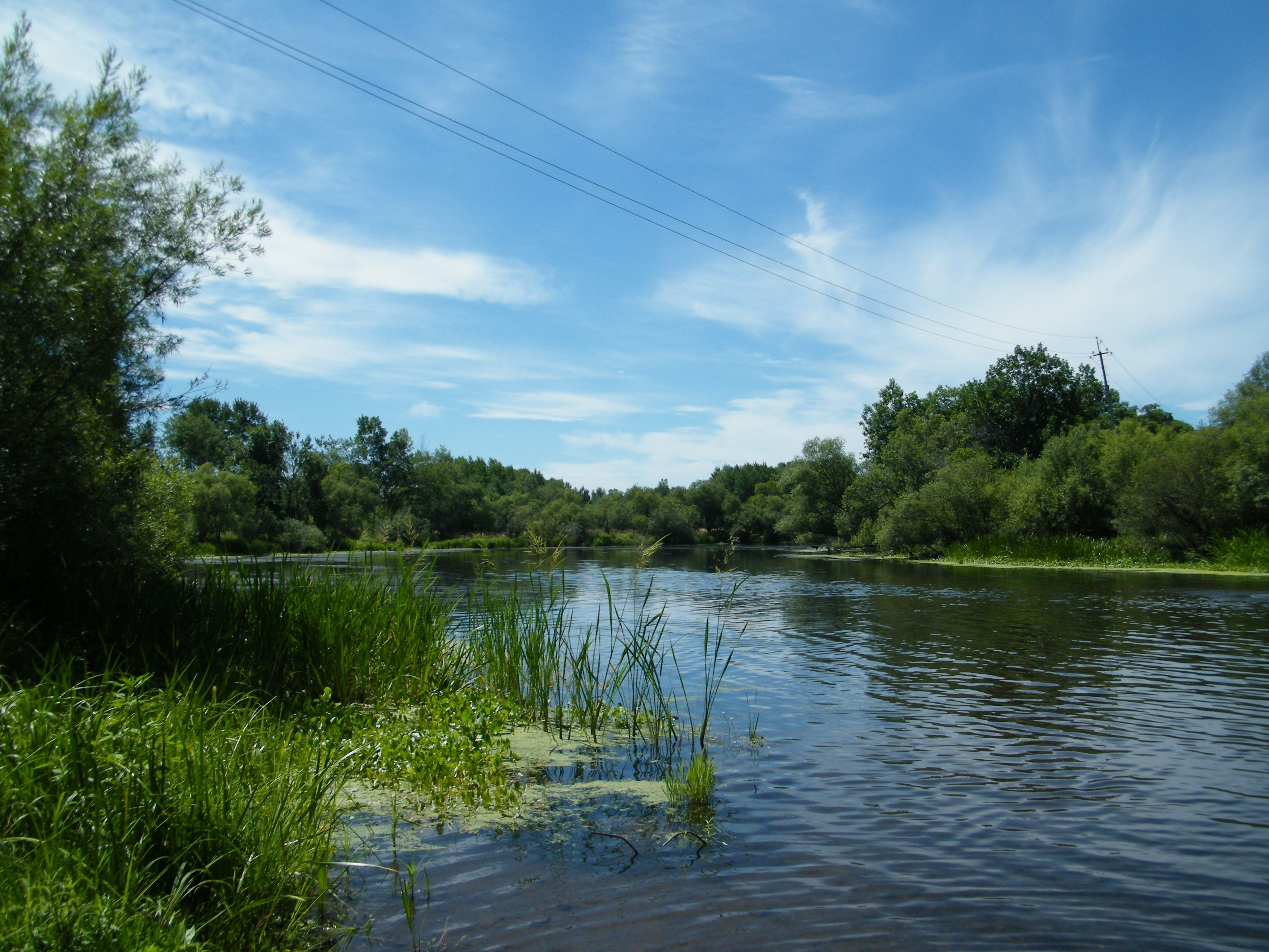
Река Кия у села Могилёвка, фото 2012 года.

- Кия (на левом притоке, до берега около 3 км)
- Прудки (п. б.)
- Полётное (л. б.)
- Петровичи (л. б.)
- Марусино (п. б.)
- Соколовка (п. б.)
- Георгиевка (л. б.)
- Павленково (п. б.)
- Екатеринославка (л. б.)
- районный центр Переяславка.
- Гродеково (п. б.)
- Могилёвка (п. б.)
- Киинск (л. б.)
- Черняево (л. б.)